# Teddy Brannon
Humphrey 'Teddy' Brannon (Moultrie, 27 september 1916 – Newark (New Jersey), 24 februari 1989) was een Amerikaanse jazz- en bluespianist.

## Biografie
Brannon begon op 9-jarige leeftijd met piano. Hij speelde in dansbands op de middelbare school en werkte van 1937-1942 lokaal in nachtclubs in Newark. Van 1942 tot 1945 was hij lid van het ensemble van Benny Carter, waarna hij freelance werkte op 52nd Street in New York. In de jaren 1950 en 1960 werkte Brannon in de studio's met doowop-groepen en speelde hij veel in jazzidiomen, waaronder met Don Byas, Roy Eldridge, Buddy Rich, Bennie Green, Johnny Hodges en Illinois Jacquet. Hij vergezelde ook zangers zoals Dinah Washington, Ruth Brown, Billie Holiday en Babs Gonzales, waarvan de laatste de neef van Brannon was.

## Overlijden
Teddy Brannon overleed in februari 1989 op 72-jarige leeftijd.

## Discografie
Met Roy Eldridge
- 1951: Rockin' Chair (Clef, 1951)

Teddy Brannon Trio met Dickie Thompson
- ????: Gambler's Blues/Jailhouse Blues (Jade Records, early 1950s)

- Bibliothèque nationale de France: cb139315382 (data)
- Gemeinsame Normdatei: 1114892572
- International Standard Name Identifier: 0000 0000 7731 3161
- Library of Congress Control Number: no00031679
- MusicBrainz: 880e3cb6-9548-4198-8d60-9f029fcac221
- SNAC: w67j4ztc
- Système universitaire de documentation: 156954044
- Virtual International Authority File: 2009586
- WorldCat: E39PBJyrTdkGj7gWJGjYHKxkXd